# Discodeles malukuna
Discodeles malukuna är en groddjursart som beskrevs av Brown och Webster 1969. Discodeles malukuna ingår i släktet Discodeles och familjen Ceratobatrachidae. IUCN kategoriserar arten globalt som otillräckligt studerad. Inga underarter finns listade i Catalogue of Life.